# Eupithecia analiscripta
Eupithecia analiscripta es una especie de polilla de la familia Geometridae. La especie fue descrita por primera vez por William Warren habiendo sido descrita en 1907, con distribución en Perú. El holotipo de la especie fue descrita en los alrededores de Carabaya, Tinguri a aproximadamente 3400 pies (1036,3 m).

## Descripción
Es una polilla mediana con una envergadura de 20 milímetros (0,8 plg). El ala anterior es gris lúteo opaco, teñido de un marrón rojizo opaco a lo largo de la costa y el margen exterior, y a lo largo del campo basal. Su fascia central es de color gris bastante más oscuro, que contiene una llamativa mancha discal negra, marcado por rayas negras en las venas y todo el ala atravesada por líneas onduladas de color gris. El ala trasera es gris, con las marcas repetidas, pero todas muy indistintas, excepto a lo largo del margen interno, donde los tonos más oscuros son de color marrón rojizo opaco, con una mancha más llamativa en el ángulo anal. El envés es gris, con manchas celulares negras y marcas muy borrosas.
La cabeza, cuello, hombros, base de la patagia, centro del tórax y todo el dorso de color marrón rojizo. La parte inferior del abdomen es gris, mientras que sus palpos son de color marrón oscuro. 